# Порайко Василь Іванович
Васи́ль Іва́нович Пора́йко (12 жовтня 1888, Устя-над-Прутом, Королівство Галичини та Володимирії, Цислейтанія, Австро-Угорщина — 25 жовтня 1937, Київ, Українська РСР, СРСР) — український радянський державний діяч, економіст та юрист. Командувач Червоної української галицької армії у 1920 році, народний комісар юстиції УСРР.
Член Всеукраїнського центрального виконавчого комітету (ВУЦВК) V—XIII-го скликань, член президії ВУЦВК та ЦВК СРСР 1-го скликання. Член ЦК КП(б)У в листопаді 1927 — серпні 1937 року. Член Організаційного бюро ЦК КП(б)У в червні 1928 — серпні 1937 року.

## Австрійський період
Народився 12 жовтня 1888 року в багатодітній родині селянина-заробітчанина у селі Устя-над-Прутом (нині село Устя Коломийського району Івано-Франківської області). Змалку працював в наймах у заможних родинах свого села.
Протягом 1908-1914 років був членом Української радикальної партії, у 1905—1907 роках брав участь у її акціях на Покутті.
24 травня 1910 року закінчив українську цісарсько-королівську гімназію № 2 з відзнакою. 1 липня 1910 року був арештований у Львові за участь в українському студентському страйку, метою якого було домогтися заснування в столиці Галичини окремого українського університету.
Учасник політичного судового процесу 101 у лютому — червні 1911 року. Згідно з австрійським кримінальним законодавством, Порайка було визнано винним у так званому «публічному насиллі» та призначено покарання терміном на 1 місяць, що, однак, не завадило йому продовжити навчання. Разом із Порайком учасником цього судового процесу був, зокрема, майбутній сотник УСС Осип Букшований.
Навчався на юридичному факультеті Чернівецького університету, а з 1911 року — Львівського університету, оскільки переїхав до Львова. Став випускником цього університету у 1914 році. Член Української радикальної партії з з 1908 по 1914 рік.
Протягом 1912—1914 років проживав у Снятині Снятинського повіту Галичини, де займався активною культурно-просвітницькою діяльністю на керівних посадах у місцевих осередках товариства «Січ», у секції Українського студентського союзу та в Снятинській повітовій філії товариства «Просвіта». 
У 1912—1914 роках працював помічником в адвоката Івана Семанюка (Марка Черемшини) у Снятині.

## Військово-політична доба
З початком Першої світової війни, в серпні 1914 року мобілізований до австрійської армії. Згідно останніх досліджень, Порайко був стрільцем 8-ї сотні легіону Українських січових стрільців під командуванням сотника Осипа Букшованого. 
У березні 1915 року потрапив у російський полон і з квітня 1915 по січень 1918 року перебував у таборах для австрійських військовополонених у містах Чорний Яр (рік відбував полон разом з Євгеном Коновальцем) та  Астрахань Російської імперії .
Схвально зустрів Жовтневий переворот 1917 року в Росії. Член РКП(б) з жовтня 1918 року. Деякий час працював головою Астраханської губернської ради народного господарства і членом Астраханського губернського виконавчого комітету, однак помітної ролі на Астраханщині не відіграв через недовіру до нього з боку місцевих комуністів.
Весною 1919 року відряджений в Україну. У квітні 1919 року очолив Тимчасовий комітет Східної Галичини, згодом реорганізований у Галицький революційний комітет. Від червня 1919 року — член президії Тимчасового комітету комуністів Східної Галичини і Буковини, з жовтня 1919 року — член Організаційного бюро Комуністичної партії Східної Галичини і Буковини. 
У лютому, березні та квітні 1920 року — командувач Червоної Української галицької армії (ЧУГА), яка потім влилася до радянської Червоної армії.
27 лютого 1920 року, як призначений командувач Червоної української галицької армії, прибув до міста Балти для реорганізації Української галицької армії в ЧУГА. Разом із Порайком прибула делегація від XII Червоної армії у складі Володимира Затонського, нового начальника штабу ЧУГА — колишнього полковника російської армії М. Іванова та начальника політичного відділу, політкомісара Михайла Михайлика. Революційний комітет ЧУГА розпустили, всі справи передали крайовому комітету КП(б) Східної Галичини і Буковини. 
Як і Затонський, Порайко виступав зі словом до вояків на мітингу. Зокрема, таврував як «зрадницьку» політику диктатора Євгена Петрушевича та Симона Петлюри, закликав не довіряти старшинам та висловлював задоволення, що стрілецькі маси взяли долю УГА в свої руки.
У процесі реорганізації УГА в ЧУГА виконував суто політичну роль. Після переходу 2-ї та 3-ї бригад ЧУГА на бік армії УНР наприкінці квітня 1920 року, Центральний комітет КП(б)У відсторонив Порайка від усіх справ щодо галицького питання. Тоді ж Порайко ледь не потрапив під революційний трибунал, але був врятований за особистого сприяння Володимира Затонського.

## Радянський період
У травні 1920 року працював уповноваженим ЦК КП(б)У по роботі серед селян та інтелігенції, обіймав посаду голови Київської губернської ради народного господарства. З червня 1920 до липня 1921 року — голова виконавчого комітету Полтавської губернської ради та голова Полтавського губернського комітету КП(б)У.
У серпні 1921 — червні 1923 року обіймав посаду голови виконавчого комітету Подільської губернської ради у Вінниці. 30 грудня 1922 року став декларантом договору про утворення СРСР.
Після переїзду до Харкова в 1923—1924 роках працював заступником голови Малої Ради народних комісарів УСРР. З липня 1923 до січня 1924 року обіймав посади заступника голови правління та голови правління Української спілки кустарно-промислової кооперації. У грудні 1923 — березні 1927 року — голова Українського сільськогосподарського банку.
З 5 березня 1927 до 3 вересня 1930 року — Народний комісар юстиції УСРР та генеральний прокурор. Одночасно восени 1927 року призначений головою Всеукраїнського комітету допомоги Криму, де курував питання про надання допомоги населенню, яке постраждало від Кримських землетрусів 1927 року. З травня 1929 до 24 квітня 1932 року обіймав посаду заступника, а потім голови Центральної урядової комісії при Раді народних комісарів по українізації радянського апарату.
З 3 вересня 1930 до 9 лютого 1932 року — заступник голови Ради народних комісарів УРСР. У березні — липні 1932 року — голова виконавчого комітету Харківської обласної ради. З 16 липня 1932 до серпня 1937 року — 2-й заступник голови Ради народних комісарів УРСР. Одночасно з 1932 року до 4 серпня 1935 року — постійний представник Ради народних комісарів Української РСР при Раді народних комісарів СРСР.
13 серпня 1937 року заарештований НКВС УРСР за сфабрикованим обвинуваченням в участі у «буржуазно-націоналістичній антирадянській організації колишніх боротьбистів» та «Українській військовій організації». 20 серпня 1937 року спільно з Олександром Триліським, Андрієм Хвилею, Миколою Межуєвим та іншими в'язнями етапований в Москву. Опісля всіх допитів повернутий спеціальним поїздом НКВС 17 вересня 1937 року у Київ у спецкорпус Київської тюрми. 
24 жовтня 1937 року на закритому судовому засіданні військової колегії Верховного Суду СРСР засуджений до розстрілу з конфіскацією всього майна підсудного. Вирок підлягав негайному виконанню, що і було зроблено 25 жовтня 1937 року в спецкорпусі Київської в'язниці.
За ініціативи дружини Василя Порайка Надії Морозової-Порайко, в 1954—1957 роках було проведене повторне слідство у Києві та Москві. Рішенням колегії Верховного Суду СРСР від 26 березня 1957 року справу Василя Порайка було закрито «за відсутністю складу злочину». 8 липня 1957 року Порайко був реабілітований й поновлений в членах КПРС посмертно.

## Увічнення пам'яті
В селі Устя Снятинського району Івано-Франківської області, де народився Василь Порайко, з вересня 1979 року існував пам'ятник на його честь. У рамках декомунізації погруддя Порайку демонтували в червні 2022 року. Вулиці на честь Василя Порайка існували в Івано-Франківську (до 1995-го року) і в рідному селі Устя (до 2022-го року).

## Родина
Дружина — Морозова Надія Дмитрівна (нар. 1891, Санкт-Петербург), син — Всеволод Васильович Порайко (нар. 1927, Харків).

## Галерея

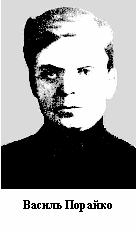
Порайко, 1920.
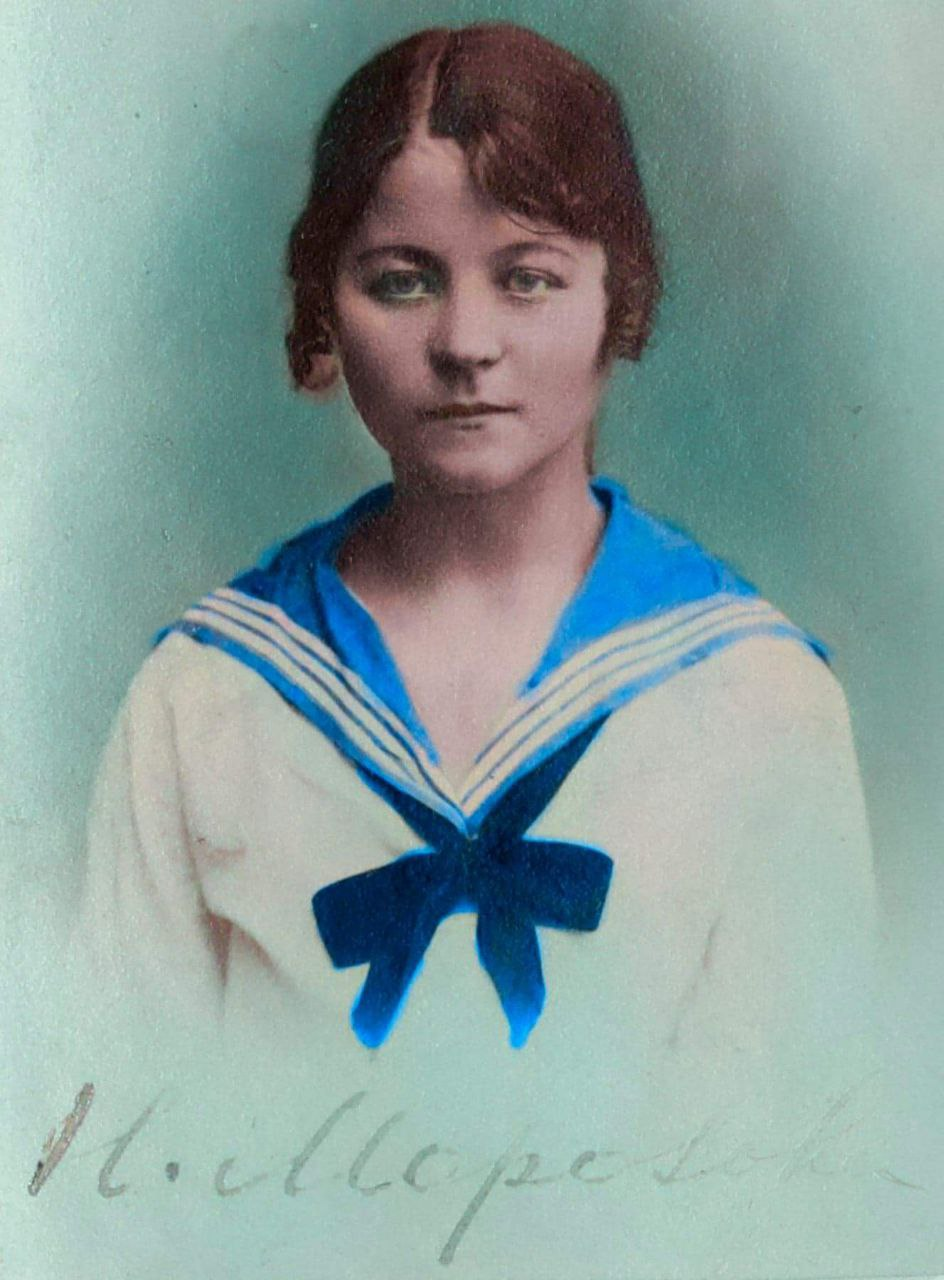
Дружина Василя Порайка Надія Дмитрівна Морозова-Порайко (1891 - ?).
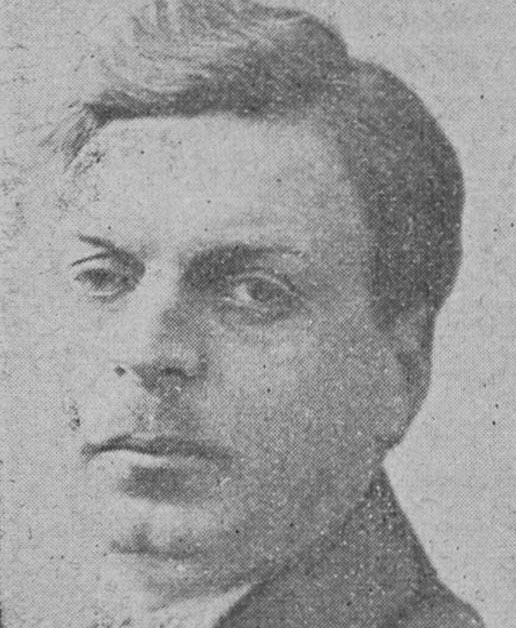
Генпрокурор УСРР В. І. Порайко, 1927.
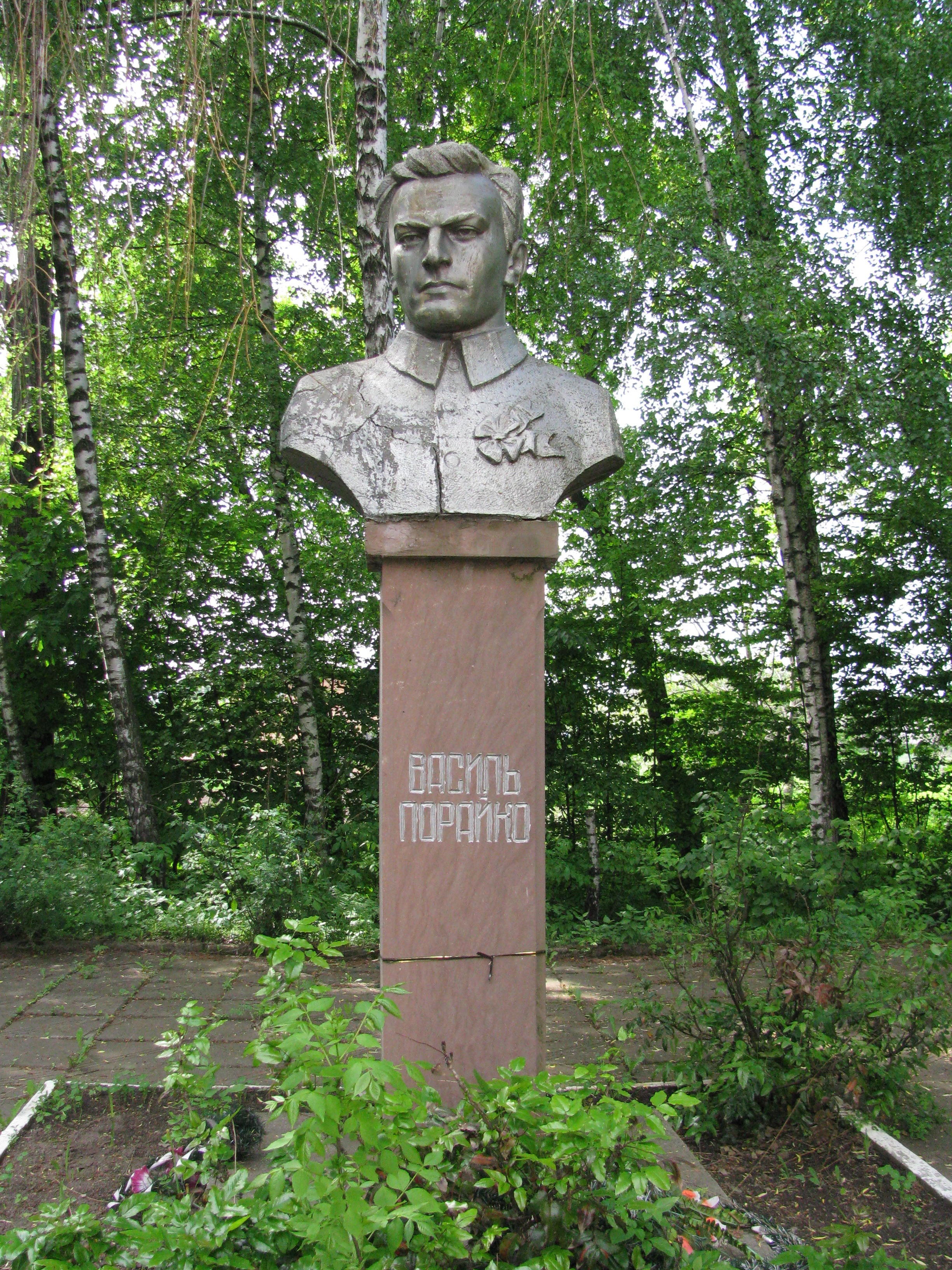
Погруддя Порайка в Усті, 2010.
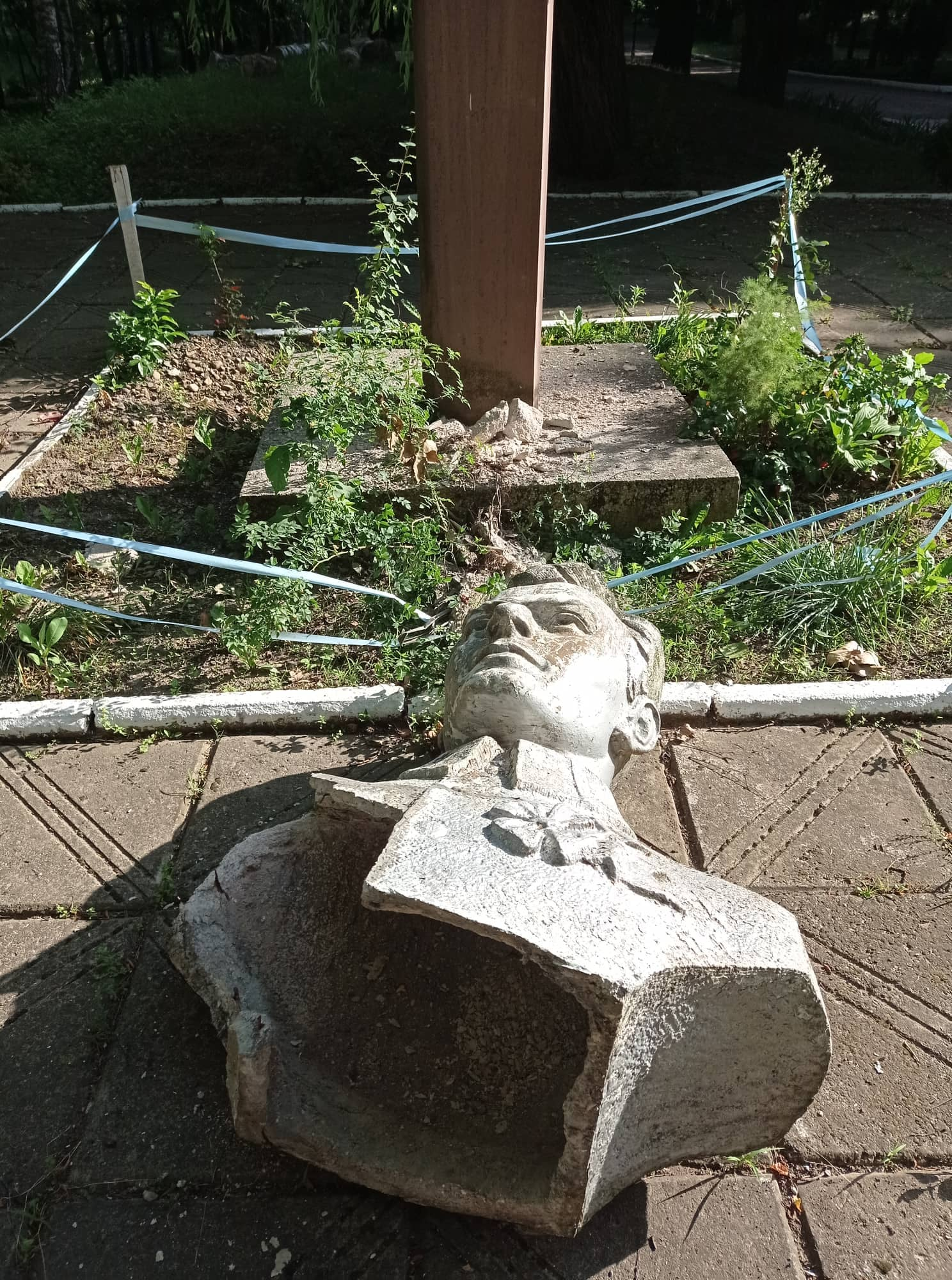
Демонтоване погруддя Порайка в Усті, 2022.